# Teatro União

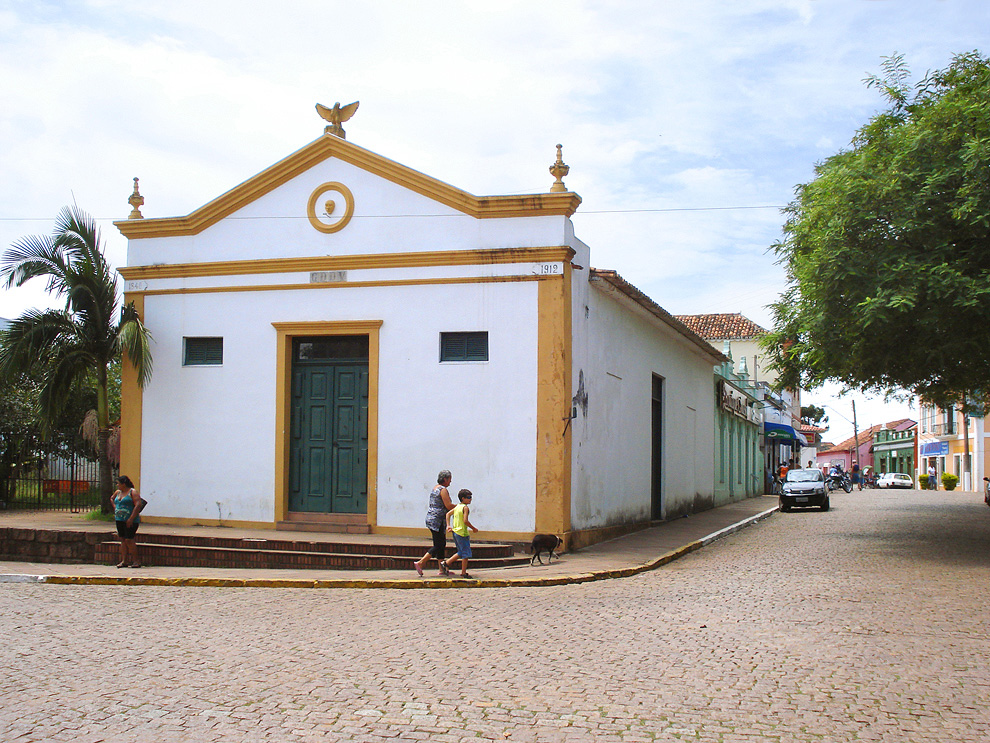
Teatro União

O Teatro União é um antigo teatro brasileiro, localizado na Praça Bento Gonçalves de Triunfo, no Rio Grande do Sul. É o segundo teatro mais antigo do estado e um dos principais atrativos históricos e turísticos da cidade.

## Histórico
Foi fundado pelo deputado Luís José Ribeiro Barreto em 1848. Barreto reuniu um grupo de atores amadores, criando no ano seguinte a Sociedade do Teatro Particular da Vila de Triunfo, que assumiu a conclusão das obras, recebendo o nome Teatro União. Em 1897 foi rebatizado como Teatro Sant'Anna, e em 1914, Teatro Bento Gonçalves. Ao longo dos anos o prédio entrou em decadência, e na década de 1960 foi revitalizado, recuperando sua antiga denominação. Um restauro ocorreu entre 2004 e 2008. Em 2021 o teatro foi contemplado pela Lei Aldir Blanc para a realização do projeto Teatro União Digital: 172 anos de história, organizado pela Fundação Cultural Qorpo-Santo. O projeto incluiu um festival de teatro, debates, oficinas e o lançamento da rede digital da Fundação.

## Arquitetura
Seu esquema arquitetônico é elementar, resumido em um quadrilátero com porta centralizada sustentando um frontão triangular. Com decoração reduzida ao essencial, do centro do frontão emerge uma máscara em relevo e um porta-tochas, e nas extremidades duas pequenas pinhas estilizadas. Coroando o edifício, uma águia de asas abertas saúda os que chegam.